# Marc Lainé
Pour les articles homonymes, voir Lainé.
Œuvres principales
Spleenorama 
Vanishing Point ou Les Deux Voyages de Suzanne W.
Scènes principales
Théâtre de Lorient
Comédie de Valence
Marc Lainé, né en 1976 à Paris, est un auteur, metteur en scène, scénographe et directeur de théâtre français.

## Biographie

### Jeunesse et formation
Marc Lainé naît en 1976 à Paris,. Son père Pascal Lainé est écrivain et sa mère professeur de philosophie. A 18 ans il entre à l'École nationale supérieure des arts décoratifs. Pendant deux ans il suit une formation pluridisciplinaire, découvrant la vidéo, la peinture, le design, la gravure, le graphisme et se spécialise dans la scénographie pendant deux autres années. Marc Lainé explique ce choix dans une interview en 2022 : « cette discipline faisait la synthèse entre ma vocation nouvelle de plasticien et mon atavisme littéraire familial ».

### Les débuts (1998-2008)
De 1998 à 2008, Marc Lainé travaille comme scénographe avec notamment les metteurs en scène Jacques Lassalle, Christophe Perton, Richard Brunel, Frédéric Sonntag, Philippe Delaigue pour des pièces écrites par Marguerite Duras, Sara Woods, Pauline Sales, Peter Handke,...
En 2008, Marc Lainé met en scène son premier spectacle, La Nuit électrique à la Comédie de Valence pour un jeune public. Dévolu au départ à Daniel Jeanneteau, les directeurs du théâtre lui proposent de le remplacer. Marc Lainé contacte l'écrivain britannique Mike Kenny (en) avec qui il a déjà travaillé et qui signe cette pièce qui a pour sujet la peur du noir. La pièce est nommée au Molière du spectacle jeune public en 2009. L'année suivante toujours avec Mike Kenny il crée La Nuit, un rêve féroce... au Théâtre du Rond-Point sur les cauchemars avec sur scène un lit cage de 12 mètres dans lequel les jeunes spectateurs sont enfermés avec l'héroïne Isabella,...

### Auteur et metteur en scène (depuis 2010)
En 2010, Marc Lainé, artiste associé au Théâtre de Lorient, écrit ses premières pièces qui évoquent les grandes figures de la culture populaire américaine avec sa troupe La Boutique Obscure : Norman Bates est-il? (sur le personnage du film Psychose d'Alfred Hitchcock), Break Your Leg!, (sur les patineuses Tonya Harding et Nancy Kerrigan), Just For One Day sur les super-héros avec une troupe de comédiens amateurs.
Après une collaboration musicale avec le groupe Moriarty (Memories from the Missing Room) en 2014, le metteur en scène collabore avec le chanteur Bertrand Belin pour Spleenorama au Théâtre de la Bastille sur l'histoire d'un groupe de rock. En 2015, Marc Lainé retrouve le groupe Moriarty pour Vanishing Point ou Les Deux Voyages de Suzanne W. au Théâtre National de Chaillot proposant pour la première fois un spectacle qui mêle théâtre, cinéma et musique. Marc Lainé déclare dans une interview en 2022 que « depuis, que j’ai commencé à écrire et à faire de la mise en scène, je revendique de pouvoir hybrider les disciplines et les arts au plateau pour tenter d’inventer de nouvelles formes ». Dans ce spectacle qui reprend les codes du road movie il met en scène trois personnages qui sont filmés et projetés sur un écran : les acteurs canadiens Sylvie Léonard et Pierre-Yves Cardinal recherchent une chanteuse française disparue interprétée par Marie-Sophie Ferdane dans le nord du Canada,. Marc Lainé reçoit le Prix de la meilleure création d'une pièce en langue française du Syndicat de la critique en 2015 pour la pièce.
En 2018, Marc Lainé aborde le genre horrifique avec Hunter dans le même procédé scénographique avec Marie-Sophie Ferdane, mi-louve et vampire qui va perturber la vie d'un jeune couple sur une musique du groupe Superpoze,.
En 2020, le metteur en scène devient le directeur de la Comédie de Valence avec qui il a collaboré de nombreuses fois. En 2021, il y monte Nos paysages mineurs, inspiré de la vie de ses parents et qui raconte les sept années de la vie d’un couple à bord d’un train à partir de 1969 avec Liliane (Adeline Guillot), issue d’un milieu populaire et Paul (Vladislav Galard, professeur de philosophie et écrivain),,. 
En 2022, avec Sous nos yeux, Marc Lainé débute une trilogie fantastique. Il s'associe avec des auteurs amateurs pour écrire une intrigue policière autour d'un chanteur disparu en ayant pour décor les rues de Valence. Le deuxième volet En travers de sa gorge avec notamment Bertrand Belin et Marie-Sophie Ferdane dans le rôle d'une cinéaste qui accorde une interview à une journaliste alors que son mari a disparu. Pour Les Échos, surgit alors « un étrange phénomène de possession fantomatique ».
Pour Nosztalgia Express, Marc Lainé délaisse le processus filmique et mêle les genres du thriller géopolitique, de la comédie musicale et de la farce où un jeune chanteur (François Praud) part à la recherche de sa mère disparue jouée par Léopoldine Hummel dans la Hongrie communiste des années 1960. En 2024, il met en scène la suite de Nos paysages mineurs, En finir avec leur histoire. Le public retrouve Liliane, mère célibataire devenue  professeure de philosophie et Paul, écrivain à succès sur le déclin en 1992, 17 ans après leur séparation,.

## Mise en scène

### Théâtre
- 2008 : La Nuit électrique de Mike Kenny, Comédie de Valence, tournée
- 2009 : La Nuit, un rêve féroce... de Mike Kenny, Théâtre du Rond-Point, Comédie de Valence, tournée
- 2010 : Break Your Leg! de Marc Lainé, Théâtre National de Chaillot, tournée
- 2010 : Norman Bates est-il? de Marc Lainé
- 2011 : Memories from the Missing Room de Marc Lainé, Théâtre de la Bastille, tournée
- 2011 : Just For One Day, conception Marc Lainé, Théâtre de Lorient
- 2014 : Spleenorama de Marc Lainé, Théâtre de la Bastille, tournée
- 2015 : Égarés de Marion Aubert, Centre dramatique national de Normandie-Rouen, tournée
- 2015 : Vanishing Point ou Les Deux Voyages de Suzanne W., conception Marc Lainé, Théâtre National de Chaillot, tournée
- 2015 : My Whispering Hosts d'après Joanna Silvestrie de Roberto Bolaño, Théâtre de Lorient[27]
- 2017 : Hunter de Marc Lainé, Centre dramatique national de Normandie-Rouen, Théâtre National de Chaillot, tournée
- 2018 : La Chambre désaccordée de Marc Lainé, Théâtre de la Ville, tournée
- 2018 : La Fusillade sur une plage d'Allemagne  de Simon Diard, Théâtre Ouvert
- 2018 : Construire un feu d'après Jack London, Comédie-Française[28]
- 2021 : Nosztalgia Express de Marc Lainé, Théâtre de la Ville, tournée
- 2021 : Nos paysages mineurs de Marc Lainé, Comédie de Valence, Théâtre 14, tournée
- 2021 : Just for one day, Théâtre de Lorient
- 2022 : 	Sous nos yeux. Une trilogie fantastique : volet 1, Comédie de Valence
- 2022 : En travers de sa gorge. Une trilogie fantastique : volet 2 de Marc Lainé, Comédie de Valence, Théâtre du Rond-Point, tournée
- 2023 : À huis clos, conception Kery James, Théâtre du Rond-Point
- 2024 : En finir avec leur histoire de Marc Lainé, Comédie de Valence, MC93 Bobigny, tournée

### Opéra
- 2016 : Et tâchons d’épuiser la mort dans un baiser d’après La Chute de la maison Usher de Debussy, Comédie de Valence
- 2019 : Moniuszko à Paris, musique Andrzej Kwieciński, livret	Krystian Lada, Teatr Wielki de Varsovie, La Monnaie de Bruxelles
- 2023 : Dido and Æneas, musique Henry Purcell, Cité de la musique - Philharmonie de Paris

## Auteur
- 2010 : Break Your Leg!, mise en scène Marc Lainé, Théâtre National de Chaillot, tournée
- 2010 : Norman Bates est-il?, mise en scène Marc Lainé
- 2011 : Memories from the Missing Room, mise en scène Marc Lainé, Théâtre de la Bastille, tournée
- 2014 : Spleenorama, mise en scène Marc Lainé, Théâtre de la Bastille, tournée[29]
- 2017 : Hunter, mise en scène Marc Lainé, Centre dramatique national de Normandie-Rouen tournée
- 2018 : La Chambre désaccordée, mise en scène Marc Lainé, Théâtre de la Ville, tournée
- 2021 : Nosztalgia Express, mise en scène Marc Lainé, Théâtre de la Ville, tournée
- 2021 : Nos paysages mineurs, mise en scène Marc Lainé, Comédie de Valence, Théâtre 14, tournée[30]
- 2022 : Sous nos yeux, Une trilogie fantastique : volet 1, Comédie de Valence
- 2022 : En travers de sa gorge. Une trilogie fantastique : volet 2, mise en scène Marc Lainé, Comédie de Valence, Théâtre du Rond-Point, tournée
- 2024 : En finir avec leur histoire, mise en scène Marc Lainé, Comédie de Valence, MC93 Bobigny, tournée

## Publications
- Vanishing point suivi de Spleenorama, Actes sud, 2017
- Hunter, Actes sud, 2017
- La Chambre désaccordée, Actes sud, 2018
- Nosztalgia Express, Actes sud, 2021
- Nos paysages mineurs suivi d'En finir avec leur histoire, Actes sud, 2024

## Distinctions

### Récompense
- Prix du Syndicat de la critique 2015 : Prix de la meilleure création d'une pièce en langue française pour Vanishing point

### Nomination
- Molières 2009 : Molière du spectacle jeune public pour La Nuit électrique